# Bundes-Immissionsschutzgesetz
Das deutsche Bundes-Immissionsschutzgesetz (BImSchG), in Langform Gesetz zum Schutz vor schädlichen Umwelteinwirkungen durch Luftverunreinigungen, Geräusche, Erschütterungen und ähnliche Vorgänge gehört systematisch zum Umweltrecht und soll Menschen, Wild- und Nutztiere und Pflanzen, den Boden, das Wasser, die Atmosphäre, das Klima sowie Kultur- und sonstige Sachgüter vor schädlichen Umwelteinwirkungen schützen und dem Entstehen schädlicher Umwelteinwirkungen vorbeugen sowie schädliche Umwelteinwirkungen durch Emissionen in Luft, Wasser und Boden vermeiden und vermindern (§ 1 BImschG).

## Entstehungsgeschichte
Ein rein anlagenbezogener Immissionsschutz wurde vor dem 1. April 1974 in den §§ 16 bis 28 GewO geregelt, welche mit Inkrafttreten des BImSchG aufgehoben wurden.
Der Entwurf des Bundes-Immissionsschutzgesetzes aus dem Jahr 1973 war an der Entschließung des Ministerausschusses des Europarates vom 8. März 1968 ausgerichtet, die Grundsätze über die Luftreinhaltung zum Gegenstand hatte.
Bereits im Oktober 1971 hatte die Bundesregierung ein Umweltprogramm vorgelegt, das „nach einer gründlichen Bestandsaufnahme der Umweltprobleme“ in Deutschland die für die Umweltplanung und den Umweltschutz erforderlichen Schritte zusammenfasste. Die Erhaltung einer gesunden und ausgewogenen Umwelt gehöre zu den „Existenzfragen der Menschheit.“ Umweltprobleme machten vor keiner Grenze halt.
Mit Wirkung zum 15. April 1972 war mit Art. 74 Nr. 24 GG die konkurrierende Gesetzgebungskompetenz des Bundes auf „die Abfallbeseitigung, die Luftreinhaltung und die Lärmbekämpfung“ ausgedehnt worden.
Das Bundes-Immissionsschutzgesetz sollte die Grundlage schaffen für ein der modernen technischen Entwicklung angepasstes, möglichst umfassendes, bundeseinheitliches Regelwerk für den Kernbereich des Umweltschutzes. Es handelte sich um technisches Recht, das zur Vermeidung regional unterschiedlicher Belastungen, wie in allen entsprechenden Bereichen technischen Rechts auch, bundeseinheitlich sein musste.

## Inhalt

### Regelungsbereiche
§ 2 Abs. 1 BImschG unterscheidet den
- anlagenbezogenen Immissionsschutz: Vorschriften über die Errichtung und den Betrieb von Industriebetrieben (§§ 4 – 31a)
- produktbezogenen Immissionsschutz: Anforderungen an die Herstellung und Beschaffenheit bestimmter Produkte zum Schutz vor schädlichen Umwelteinwirkungen, beispielsweise die Qualität von Kraftstoffen (§§ 32 – 37f)
- verkehrsbezogenen Immissionsschutz: Beschaffenheit und Betrieb von Fahrzeugen sowie Verkehrsbeschränkungen (§§ 38 – 43) und den
- gebietsbezogenen Immissionsschutz: Schutz bestimmter Gebiete vor Luftverunreinigung und Lärm, insbesondere Ballungsräumen (§§ 44 – 47 und §§ 47a – 47f).[10]

Die gemeinsamen Vorschriften (§§ 48 – 65) enthalten unter anderem Ermächtigungen zum Erlass von Durchführungsbestimmungen (§§ 48 ff. BImschG), das bau- und planungsrechtliche Trennungsgebot (§ 50 BImschG), Vorschriften über die Anlagenüberwachung (§ 52 BImschG) und die Vorsorge gegen betriebliche Störfälle (§ 58a BImschG) sowie Ordnungswidrigkeiten (§ 62 BImschG). Es folgen die Übergangsvorschriften (§§ 66 – 73).
Die Strafvorschriften der §§ 63–65 BImschG in der ursprünglichen Gesetzesfassung von 1974 wurden durch das 18. Strafrechtsänderungsgesetz mit Wirkung zum 1. Juli 1980 in den 28. Abschnitt des Strafgesetzbuchs „Straftaten gegen die Umwelt“ eingefügt (§ 327 Abs. 2 Satz 1 Nr. 1 StGB).
Von der konkurrierenden Gesetzgebungskompetenz des Art. 74 Abs. 1 Nr. 24 GG ist der verhaltensbezogene Immissionsschutz ausdrücklich ausgenommen. Insoweit haben die Bundesländer teils eigene landesrechtliche Regelungen erlassen, teils findet das allgemeine Sicherheitsrecht Anwendung.

### Durchführungsbestimmungen
Das Gesetz selbst regelt nur die grundsätzlichen Anforderungen. Die für die Praxis wesentlichen, überwiegend technischen Einzelheiten sind in zahlreichen Durchführungsverordnungen (Bundes-Immissionsschutzverordnungen, abgekürzt BImSchV) geregelt, die konkrete Anforderungen z. B. an bestimmte Typen von Anlagen definieren sowie Einzelheiten zum Genehmigungsverfahren und zur Überwachung von Anlagen enthalten. Diese normkonkretisierende Funktion erfüllen die untergesetzlichen Vorschriften auch durch die Auslegung unbestimmter Rechtsbegriffe des BImschG oder die Festlegung von Grenzwerten, um einen gleichmäßigen und berechenbaren Gesetzesvollzug sicherzustellen.
Sofern in den Durchführungsverordnungen keine Grenzwerte für Emissionen bzw. Immissionen festgelegt sind, gelten die Werte aus den bundeseinheitlichen Verwaltungsvorschriften wie die TA Luft (Technische Anleitung zur Reinhaltung der Luft) und die TA Lärm (Technische Anleitung zum Schutz gegen Lärm).
Für den Immissionsbereich „Licht“ besteht derzeit noch keine ausführende Bundesverordnung; hierfür gilt jedoch in den Bundesländern die „Licht-Richtlinie“ der Bund/Länder-Arbeitsgemeinschaft für Immissionsschutz (LAI). Für Gerüche gilt länderspezifisch die „Geruchsimmissions-Richtlinie“ (GIRL).
Der 2. bis 6. Teil des BImschG enthält jeweils eigene Ermächtigungsgrundlagen für den Erlass von Rechtsverordnungen in den einzelnen Regelungsbereichen, beispielsweise § 7, § 22 BImschG für Anforderungen an Anlagen, § 32 BImschG für die Beschaffenheit von Anlagen, § 37d zur Treibhausgasminderung bei Kraftstoffen, § 43 BImschG zu Verkehrsgeräuschen von Verkehrswegen oder § 47f BImschG zur Lärmkartierung.
Der 7. Teil des BImschG enthält in den §§ 48–51 BImschG gemeinsame Vorschriften für den Erlass von Rechtsverordnungen und bundeseinheitlichen Verwaltungsvorschriften. Vor dem Erlass ist ein jeweils auszuwählender Kreis von Vertretern der Wissenschaft, der Betroffenen, der beteiligten Wirtschaft, des beteiligten Verkehrswesens und der für den Immissionsschutz zuständigen obersten Landesbehörden zu hören (§ 51 BImschG). Diese „Anhörung beteiligter Kreise“ ist ein Beispiel für die Beteiligung Privater an der staatlichen Rechtssetzung. Sie verkörpert ein hohes Maß an wissenschaftlich-technischem Sachverstand und bringt zugleich die auf abstrakt-genereller Abwägung beruhenden Wertungen des hierzu berufenen Vorschriftengebers zum Ausdruck. Technische Anleitungen in Form von Verwaltungsvorschriften sind nach neuerer Rechtsprechung des Bundesverwaltungsgerichts nicht bloß durch Gegenbeweis widerlegbare antizipierte Sachverständigengutachten, sondern entfalten wegen der besonderen Art und Weise ihres Zustandekommens eine Bindungswirkung für die Gerichte.
Zusätzlich steht die Kommission für Anlagensicherheit dem Bundesministerium für Umwelt, Naturschutz, Bau und Reaktorsicherheit beratend zur Seite (§ 51a BImschG).
Rechtsverordnungen zur Erfüllung von bindenden Rechtsakten der Europäischen Union bedürfen der Zustimmung des Bundesrates (§ 48a BImschG), am Zustandekommen bestimmter anderer Rechtsverordnungen ist der Bundestag beteiligt (§ 48b BImschG).

### Einfluss des Europa- und Völkerrechts
Das anfangs eher auf den Menschen bezogene Gesetz wurde infolge ganzheitlicher Umweltschutzansätze der Europäischen Union erweitert. EU-Richtlinien wirken sich sowohl auf das BImSchG als auch auf die BImSchV aus. Beispiele sind die IVU-Richtlinie, die Richtlinie 2001/81/EG über nationale Emissionshöchstmengen für bestimmte Luftschadstoffe oder die Richtlinie 2008/50/EG über Luftqualität und saubere Luft für Europa.
Mit der neuen Fassung des BImSchG, veröffentlicht am 29. Juni 2005, wurde ein neuer (sechster) Teil mit dem Titel Lärmminderungsplanung (§§ 47a–47f BImschG) in das Gesetz eingefügt. Damit wurde der alte § 47 a wesentlich erweitert und die EU-Umgebungslärmrichtlinie aus dem Jahr 2002 in deutsches Recht umgesetzt. Eine weitere Umsetzungsregelung ist die Verordnung über die Lärmkartierung (34. BImschV), die aufgrund der Ermächtigung in § 47f BImschG erlassen wurde.
Die am 6. Januar 2011 in Kraft getretene europäische Industrieemissionsrichtlinie wurde in Deutschland im April 2013 in nationales Recht umgesetzt.
Neben anderen Gesetzen aus dem Umweltrecht – wie dem Wasserhaushaltsgesetz, dem Kreislaufwirtschaftsgesetz und dem UVP-Gesetz – wurden auch das Bundes-Immissionsschutzgesetz und verschiedene Verordnungen zum BImschG geändert. Diese Änderungen betreffen vor allem die Berücksichtigung der BVT-Merkblätter der Europäischen Kommission über den für die Anlagengenehmigung und den Betrieb maßgeblichen Stand der Technik, die jetzt in allen EU-Mitgliedstaaten als Mindeststandard verbindlich sind (BVT-Schlussfolgerungen).
Auch der Europäische Gerichtshof (EuGH) spielt eine Rolle bei der Durchsetzung von EU-Recht in den Mitgliedstaaten, etwa bei den Maßnahmen zur Bekämpfung der Luftverschmutzung.
Weitere Impulse setzen auch völkerrechtliche Verträge wie das Übereinkommen über weiträumige grenzüberschreitende Luftverunreinigung, das Wiener Übereinkommen zum Schutz der Ozonschicht oder die Aarhus-Konvention.

## Anlagenbezogener Immissionsschutz

### Geschichte und Ansatzpunkt des Gesetzes
Das Bundes-Immissionsschutzgesetz ist ein deutsches Bundesgesetz aus dem Jahr 1974. Es geht in seiner Regelungsstruktur (etwa: die Genehmigungspflicht, die Aufzählung der genehmigungsbedürftigen Anlagen, Instrumente der nachträglichen Anordnung und der Stilllegungs-/Beseitigungsverfügung) aus den §§ 16 bis 25 der Gewerbeordnung hervor. Heute noch ist das Bundes-Immissionsschutzgesetz das Genehmigungsrecht für Industrie- und Gewerbeanlagen, weshalb seine Ausführung vielfach noch durchaus folgerichtig den Gewerbeüberwachungsbehörden, wie z. B. den staatlichen Umweltämtern, Gewerbeaufsichtsämtern oder Bezirksregierungen obliegt.
1974, als das Gesetz erlassen wurde, hatte man industrielle Emissionen als ein ernsthaftes Problem für die Umwelt und die menschliche Gesundheit erkannt („Umweltbewusstsein“), war aber an deren Regulierung mit dem Instrumentarium der Gewerbeordnung sowie mit politischen Kampagnen zur Luftreinhaltung (zum Beispiel „Blauer Himmel über dem Ruhrgebiet“) an Grenzen gestoßen.
Ansatzpunkt des Gesetzes sind bestimmte Formen der Umwelteinwirkung (= Immission), die als „Luftverunreinigungen, Geräusche, Erschütterungen und ähnlichen Vorgänge“ definiert werden, also nur Imponderabilien sein können. Aus der Sicht von Umweltschutz oder Umwelttechnik erscheint diese Definition des Gesetzes willkürlich; sie erklärt sich aber aus dem Bürgerlichen Recht. § 906 Abs. 1 S. 1 Bürgerliches Gesetzbuch (BGB) lautet:

„Der Eigentümer eines Grundstücks kann die Zuführung von Gasen, Dämpfen, Gerüchen, Rauch, Ruß, Wärme, Geräusch, Erschütterungen und ähnliche von einem anderen Grundstück ausgehende Einwirkungen insoweit nicht verbieten, als die Einwirkung die Benutzung seines Grundstücks nicht oder nur unwesentlich beeinträchtigt. Eine unwesentliche Beeinträchtigung liegt in der Regel vor, wenn die in Gesetzen oder Rechtsverordnungen festgelegten Grenz- oder Richtwerte von den nach diesen Vorschriften ermittelten und bewerteten Einwirkungen nicht überschritten werden.“

### Regelungsansatz
Mit Hilfe des Bundes-Immissionsschutzgesetzes als Genehmigungsrecht für Industrie- und Gewerbeanlagen sollen schädliche Umwelteinwirkungen durch Emissionen in Luft, Wasser und Boden unter Einbeziehung der Abfallwirtschaft vermieden und vermindert werden. Dabei ist das Ziel, ein hohes Schutzniveau für die Umwelt zu erreichen.
Immissionen lassen sich vorrangig dadurch begrenzen, dass Emissionen begrenzt werden. Die gesetzliche Begrenzung von Emissionen ist immer ein Eingriff in die Handlungs-, namentlich die Gewerbefreiheit. Deswegen dürfen sie nicht „um ihrer selbst willen“ begrenzt werden, sondern nur – nach dem Verhältnismäßigkeitsprinzip – analog zu ihrer Schädlichkeit, das heißt ihrer Einwirkung auf die Umwelt und die menschliche Gesundheit. Das Gesetz bezweckt die Abwehr bestehender oder bevorstehender Gefahren und beruht sowohl auf dem Verursacherprinzip als auch – insbesondere bei genehmigungsbedürftigen Anlagen – auf dem Vorsorgeprinzip.
Das Gesetz stellt Anforderungen nicht nur an industrielle Großanlagen, sondern auch Gegenstände in privaten Haushalten wie Kaminöfen oder Rasenmäher (derer sich sogar die Europäische Union mit einer eigenen Richtlinie – umgesetzt in der 32. Durchführungsverordnung zum BImSchG, vorher eigenständig in der aufgehobenen 8. BImSchV – annahm) als ortsveränderliche (Nr. 2), oder Sportplätze und Turnhallen als ortsfeste (Nr. 1) Anlagen. Unter die Nummer 3 fällt zum Beispiel eine Baustelle, wenn sie von gewisser Dauer ist.
Bestimmte Anlagen unterliegen wegen ihres erhöhten Gefahrenpotentials einer Genehmigungspflicht mit erhöhten Anforderungen (genehmigungsbedürftige Anlagen, § 4 Abs. 1 BImSchG). Diese Anlagen sind nicht im Gesetz selbst aufgeführt, sondern in der Verordnung über genehmigungsbedürftige Anlagen abschließend in einer Liste verschiedener Anlagentypen enummeriert; dabei ist häufig die Größe oder der Produktionsdurchsatz einer Anlage, das heißt das Überschreiten bestimmter Schwellenwerte hinsichtlich Schadstoffausstoß, Stoffdurchsatz, Kapazität oder ähnlichem, maßgeblich dafür, ob sie der Genehmigungspflicht unterliegt oder nicht.

### Genehmigungsverfahren
Das Genehmigungsverfahren nach dem Bundes-Immissionsschutzgesetz ist ein sehr anspruchsvolles Verfahren, weil darin sämtliche Umweltauswirkungen einer Anlage berücksichtigt und gewürdigt werden müssen. Auf die Genehmigung besteht unter bestimmten Voraussetzungen ein Rechtsanspruch gemäß § 6 Abs. 1 BImSchG („Die Genehmigung ist zu erteilen, wenn …“).
Das Genehmigungsverfahren für die Neuerrichtung bestimmter Anlagen ist entweder mit oder ohne Öffentlichkeitsbeteiligung (Auflistung dieser Anlagen als Verfahrensart G oder V im Anhang zur 4. BImSchV – siehe auch Verordnung über genehmigungsbedürftige Anlagen). Dies bedeutet, dass bei einer Öffentlichkeitsbeteiligung der Antrag auf eine Genehmigung öffentlich bekanntgemacht wird und die Gelegenheit besteht, bei der Genehmigungsbehörde Einwendungen gegen das Vorhaben zu erheben. Eine wirksam vorgebrachte Einwendung eröffnet nach § 10 Abs. 6 und 7 BImSchG die weitere Teilhabe am Genehmigungsverfahren, namentlich den Anspruch auf Erörterung ihrer Einwendungen im Rahmen des Erörterungstermins. Einwendungen können von jedermann, insbesondere auch von Umweltverbänden, bis 2 Wochen nach Ablauf der Auslegungsfrist (§ 10 Abs. 3 S. 4 BImSchG) erhoben werden. Verspätete Einwendungen werden nicht mehr berücksichtigt (sog. materielle Präklusion). Für andere Neuanlagen sieht das Genehmigungsverfahren keine Öffentlichkeitsbeteiligung vor (Verfahrensart V [vereinfacht] im Anhang zur 4. BImSchV – s. dort). Bei Änderungen bestehender Anlagen (§ 16) kann der Antragsteller unter bestimmten Voraussetzungen beantragen, dass das Verfahren ohne Beteiligung der Öffentlichkeit durchgeführt werden soll.
Die Genehmigung gewährt dem Anlagenbetreiber Rechtssicherheit nicht nur in öffentlich-rechtlicher, sondern auch in privatrechtlicher Hinsicht: Mit ihrer Erteilung sind die nachbarrechtlichen Ansprüche auf Beseitigung und Unterlassung von Immissionen (§ 906 BGB, siehe oben Nr. 1) beschränkt; der vom Betrieb der genehmigten Anlage beeinträchtigte Nachbar kann die Einstellung des Betriebes nicht mehr verlangen (§ 14 BImSchG). Er kann aber unter bestimmten Voraussetzungen Schadensersatz verlangen bzw. sofern für ihn Gefahren aus der Beschaffenheit oder dem Betrieb der Anlage entstehen, von der zuständigen Behörde verlangen, dass sie nach § 17, § 5 BImSchG (siehe dazu unten: Dynamik des BImSchG) dem Anlagenbetreiber Abwehrmaßnahmen auferlegt.

### Nachträgliche Anordnungen
Für Anlagen, die dem Immissionsschutzrecht unterliegen, gilt gem. § 17 BImSchG jedoch nur ein eingeschränkter Bestandsschutz. Man spricht auch davon, dass es sich bei den Pflichten aus dem Immissionsschutzrecht um dynamische Pflichten handelt, also Pflichten, die sowohl einer veränderten Situation als auch einer veränderten Rechtslage immer wieder angepasst werden können und im Regelfall auch müssen.
§ 17 BImschG findet seinem Schutzzweck nach aber nicht nur nach Veränderungen, sondern auch bei unveränderter Sach- und Rechtslage Anwendung. Maßgeblich ist allein, dass eine Situation vorliegt, in welcher die Erfüllung der immissionsschutzrechtlichen Pflichten ohne die Anordnung nicht gewährleistet erscheint. Eine Anordnung kann zur Beseitigung eines bereits bestehenden oder zur Verhinderung eines Verstoßes gegen die bundesimmissionsschutzrechtlichen Pflichten ergehen.
Kommt der Betreiber einer genehmigungsbedürftigen Anlage einer vollziehbaren nachträglichen Anordnung nicht nach, hat die zuständige Behörde nach § 20 Abs. 1 Satz 2 BImschG den Betrieb ganz oder teilweise zu untersagen, wenn ein Verstoß gegen die Auflage, Anordnung oder Pflicht eine unmittelbare Gefährdung der menschlichen Gesundheit verursacht oder eine unmittelbare erhebliche Gefährdung der Umwelt darstellt. § 21 BImschG regelt außerdem das Recht zum Widerruf der Genehmigung.
Gegenüber Betreibern nicht genehmigungsbedürftiger Anlagen kann die zuständige Behörde Anordnungen im Einzelfall gem. § 24, § 22 BImschG erlassen. Die Anordnung steht im Ermessen der zuständigen Behörde und darf nicht unverhältnismäßig sein. Wäre die Anordnung unverhältnismäßig, darf die Genehmigung ganz oder teilweise widerrufen werden. Auf Antrag ist der Betroffene für den erlittenen Vermögensnachteil zu entschädigen (§ 17 Abs. 2, § 21 BImschG).

#### Vorsorgeanordnung
Gegenüber dem Betreiber einer genehmigungsbedürftigen Anlage können nach § 17 Abs. 1 Satz 1 BImSchG auch noch nach der Genehmigung Anordnungen getroffen werden, um Vorsorge gegen schädliche Umwelteinwirkungen und sonstige Gefahren, erhebliche Nachteile und erhebliche Belästigungen im Sinne von § 5 Abs. 1 Nr. 2 BImSchG zu treffen (Vorsorgeanordnung). Zu den von § 17 Abs. 1 Satz 1 BImSchG in den Blick genommenen Pflichten gehören unter anderem die sich aus § 5 BImSchG ergebenden Grundpflichten für die Errichtung und den Betrieb genehmigungsbedürftiger Anlagen.
Gerade die Vorsorgepflicht ist technologiebezogen, d. h. die Maßnahmen zur Gefahrenvorsorge müssen dem jeweiligen Stand der Technik entsprechen (§ 5 Abs. 1 Nr. 2, § 3 Abs. 6 BImschG). Da sich dieser mit dem technischen Fortschritt ständig verändert (verbessert), verändert sich auch der Inhalt der Vorsorgepflicht. Damit können auch dem neuen Stand der Technik angepasste, nachträgliche Anordnungen ergehen.

#### Schutz- oder Gefahrenanordnung
Die zuständige Behörde soll nachträgliche Anordnungen treffen, wenn nach Erteilung der Genehmigung festgestellt wird, dass die Allgemeinheit oder die Nachbarschaft nicht ausreichend vor schädlichen Umwelteinwirkungen oder sonstigen Gefahren, erheblichen Nachteilen oder erheblichen Belästigungen geschützt ist (Schutz- oder Gefahrenanordnung). Das ist nur dann der Fall, wenn ein Anlagenbetreiber gegen seine drittschützenden Pflichten aus § 5 Abs. 1 Nr. 1 BImSchG oder aus § 5 Abs. 3 Nr. 1 BImSchG verstößt und dadurch einen kausalen Beitrag zu einer konkreten Gefährdung, einer erheblichen Belästigung oder zu erheblichen Nachteilen leistet.

### Durchsetzung
Das BImSchG bietet staatlichen Organen eine breite Auswahl an Instrumenten, um Anlagenbetreiber zur Beachtung ihrer Pflichten anzuhalten und Gefahren abzusichern, die von den Anlagen auf die menschliche Gesundheit, Sachgüter, die Umwelt und das Klima einwirken.

#### Zuständigkeit
Der Vollzug des BImSchG ist Aufgabe der einzelnen Bundesländer (Art. 83 GG) und wird sehr unterschiedlich gehandhabt. Die Zuständigkeiten können ebenfalls von Bundesland zu Bundesland abweichen. 
In Bayern ist die Zuständigkeit im Bayerischen Immissionsschutzgesetz (BayImSchG) geregelt. Für den Großteil der Anlagen sind die Kreisverwaltungsbehörden zuständig, die häufig über eigene Immissionsschutz-Referate verfügen.

#### Überwachung
Die zuständige Behörde kann bei genehmigten Anlagen alle drei Jahre und bei jeder Änderung sowie jederzeit aus besonderem Anlass Emissions- und Immissionsmessungen durch bestimmte Dritte anordnen, deren Kosten regelmäßig die Betreiber tragen. Von Betreibern bestimmter Anlagen müssen Emissionserklärungen abgegeben werden. Sie sind von der Behörde auszuwerten, dienen aber auch der Eigenkontrolle. Zur betriebsinternen Gefahrenvorsorge kann die Bestellung von Beauftragten wie Immissionsschutz- oder Störfallbeauftragten nötig werden.
Zur wirksamen Kontrolle sind die Behördenvertreter befugt, die Anlage einschließlich Geschäftsräumen, bei dringender Gefahr auch Wohnräume zu betreten; die Betreiber haben durch Auskünfte, Überlassung von Unterlagen und Bereitstellung von Hilfsmitteln mitzuwirken und sogar Besitzer und Eigentümer anderer, etwa benachbarter Grundstücke haben das Betreten und dort nötige Prüfungen zu gestatten.

#### Verfügungen
- Die Genehmigungsbedürftigkeit, Nebenbestimmungen wie Auflagen zur Genehmigung sowie nachträgliche Anordnungen dazu sowie Pflichten aus Rechtsverordnungen können gegen den Betreiber durchgesetzt werden, indem ihm der Betrieb bis zur Pflichterfüllung untersagt wird[41] oder illegal errichtete Anlagenteile sogar zu beseitigen beziehungsweise zu beräumen sind. Die zuständige Behörde soll es, wenn die Allgemeinheit (oder die Nachbarschaft) nicht auf andere Weise ausreichend geschützt werden kann; bei Gefährdung herausragender Schutzgüter muss sie es.
- Anordnungen können zudem im Wege der Verwaltungsvollstreckung, also etwa durch Zwangsgeld oder Ersatzvornahme durchgesetzt werden.
- Der Widerruf einer Genehmigung ist unter anderem möglich, wenn Auflagen nicht erfüllt werden oder schwere Nachteile für das Gemeinwohl zu verhüten oder zu beseitigen sind.[42]

#### Sanktionen
Bestimmte Verstöße sind als Ordnungswidrigkeit, also mit Bußgeld zu ahnden. Wer eine Anlage betreibt, obwohl dies vollziehbar immissionsschutzrechtlich untersagt wurde oder die für den Betrieb nötige Genehmigung der zuständigen Behörde fehlt, begeht eine Straftat. Schon die Errichtung einer Anlage ohne die nach BImSchG nötige Genehmigung ist ordnungswidrig.

## Gebietsbezogener Immissionsschutz
Durch ein abgestimmtes, planvolles Vorgehen sollen schädliche Umwelteinwirkungen in Form von Luftverunreinigungen (§§ 44 bis 47 BImSchG) sowie Lärm (§§ 47a bis 47f BImSchG) bekämpft werden, insbesondere durch die Aufstellung von Luftreinhalte- und Aktionsplänen bzw. die Ausarbeitung von Lärmkarten und die Aufstellung von Lärmaktionsplänen.
Die 39. BImschV, mit der Art. 33 der europäischen Luftqualitätsrichtlinie umgesetzt wurde, enthält Grenzwerte für Schwefeldioxid, PM10, Blei und Kohlenmonoxid in der Luft von Ballungsräumen. Werden diese Immissionsgrenzwerte überschritten, hat die zuständige Behörde nach § 47 Abs. 1 Satz 1 BImSchG einen Luftreinhalteplan aufzustellen, der die erforderlichen Maßnahmen zur dauerhaften Verminderung von Luftverunreinigungen festlegt. Nach § 47 Abs. 1 Satz 3 BImSchG müssen die Maßnahmen eines Luftreinhalteplans geeignet sein, den Zeitraum einer Überschreitung von bereits einzuhaltenden Immissionsgrenzwerten so kurz wie möglich zu halten.
Erweist sich ein Verkehrsverbot für Dieselfahrzeuge mit schlechterer Abgasnorm als Euro 6 sowie für Kraftfahrzeuge mit Ottomotoren unterhalb der Abgasnorm Euro 3 innerhalb einer Umweltzone als die einzig geeignete Maßnahme zur schnellstmöglichen Einhaltung der Stickstoffdioxid-Grenzwerte, verlangt Art. 23 Abs. 1 Unterabs. 2 der Luftqualitätsrichtlinie, diese Maßnahme zu ergreifen, so das Bundesverwaltungsgericht im Diesel-Urteil vom 27. Februar 2018.
Die Verordnung über die Lärmkartierung (34. BImSchV) trat am 16. März 2006 in Kraft. Es wurden neue Berechnungsvorschriften erlassen, die sich von den bisherigen unterscheiden. Daraufhin begannen einige Städte wie Bremen und Hamburg mit der Aufstellung von Aktionsplänen.

## Kritik
Sowohl die Gesetzgebung als auch der Vollzug werden etwa von Umweltverbänden als unzureichend kritisiert, so etwa 2018 im Zusammenhang mit der TA Luft.
Obschon das BImSchG einen differenzierten Katalog an Durchsetzungsinstrumenten kennt, wird landläufig vom Vollzugsdefizit gesprochen. Damit ist gemeint, dass längst noch nicht alle Anlagen auf dem Stand der Technik sind, wie sie es eigentlich sein sollten und dass der Großteil der Verstöße gegen immissionsschutzrechtliche Vorschriften trotz weitgehender Möglichkeiten nach dem BImSchG und den zugehörigen Verordnungen ungeahndet bleibt. Dies sei nach Ansicht des Sachverständigenrates für Umweltfragen nicht zuletzt auf die begrenzten Kapazitäten der Überwachungsbehörden zurückzuführen, denen eine schier unüberschaubare Zahl von Anlagen gegenüberstehe.
Ein nicht zu unterschätzender Faktor ist die Beteiligung der Öffentlichkeit, etwa gem. § 10 Abs. 3 BImschG im Anlagen-Genehmigungsverfahren. Diese kann Vollzugsdefiziten entgegenwirken, indem sie den Allgemeininteressen „Umwelt- und Naturschutz“ Gewicht verleiht und als „Gegenpol“ zu wirtschaftlichen Belangen wirkt.